# نهيد البحر
نُهَيد البحر أو النُّهَيديات أو العِنتِيلِيَّات فصيلة من شعبة الرخويات.